# Тупунгатито
Тупунгатито — активный вулкан на границе Чили и Аргентины. Высота 6000 м.

## Расположение
Расположен в центральной части Анд (Главная Кордильера) на территории Аргентины. Ограничен горными хребтами Валье-де-лас-Вакас на севере и востоке и Валье-де-лос-Орконес-Инфериор на юге и западе. Тупунгатито возник при столкновении тектонических плит Наска и Южно-Американской. Находится на границе Чили и Аргентины, к востоку от города Сантьяго, примерно в 50 км к югу от Аконкагуа в провинции Мендоса. Это самый северный член Южной вулканической зоны (ЮВЗ), которая является одним из нескольких отдельных вулканических поясов в Андах.

## Геоморфология
Кальдера вулкана, диаметром около 5 км, заполнена льдом. Ледники на вулкане являются важными источниками воды для реки Рио-Майпо и города Сантьяго-де-Чили. Общий объем извергнутых пород составляет 5 кубических километров. На западном склоне имеется один или два побочных конуса, а также группа из десяти небольших кратеров к северу от кальдеры. Четыре из этих кратеров перекрывают друг друга, а один расположен на вершине пирокластического конуса шириной 4 километра к северо-западу от остальных кратеров. В этих кратерах расположены три кратерных озера, одно из них имеет бирюзовый цвет и очень кислую воду. Общий объем вулкана оценивается в 30 кубических километров, застывшие лавовые потоки свежие и неразмытые. Кальдера может иметь вулканическое происхождение или образовалась в результате гигантского оползня. В прошлом потоки лавы выходили из кальдеры через северо-западный конус.

### Ледники и гидрология
На высоте более 5400 метров вулкан покрыт льдом. На Тупунгатито лёд покрывает площадь около 7,3 км3. В кальдере находится ледник Тупунгатито объёмом около 1 км3. В холодном льду отсутствуют внутренние водяные карманы, а его максимальная толщина достигает 309 метров. Выводные ледники в регионе обычно покрыты обломками горной породы. В 2012 году из ледника Тупунгатито был взят ледяной керн.
Ледяной и снежный покров Тупунгатито является важным источником воды для рек региона и Сантьяго. Талая вода сбрасывается на запад в речную систему Рио-Колорадо-Майпо, которая в конечном итоге протекает через Сантьяго; реки Кебрада-Сека, Эстеро де Тупунгато и Эстеро де Тупунгато берут начало недалеко от вулкана и входят в бассейн Рио-Колорадо. Некоторые ледники стекают на восток в реку Тупунгато, которая, будучи притоком Мендосы, является важным источником воды для жителей города Мендосы в Аргентине и прилегающих сельскохозяйственных районов. Загрязнение мышьяком речной системы Майпо может происходить из источников, связанных с вулканами Тупунгатито и Сан-Хосе.

## Извержения
Тупунгатито около 55 000 или менее 80 000 лет. Ранняя активность была эффузивной, потоки лавы достигали 18 километров, их сопровождали селевые потоки, лахары и пирокластические потоки, которые вторглись в долину Рио-Колорадо. В долине и её притоках обнажаются две толщи вулканических пород мощностью около 30 метров каждая. Они были датированы 52 000 ± 23 000 и 31 000 ± 10 000 лет назад соответственно. Около 30 000 лет назад произошел переход к более эффузивному стилю вулканической активности с более короткими потоками лавы, хотя и с более короткими потоками лавы. Многочисленные обломочные лавины сошли на Тупунгатито и оставили отложения в западных долинах. Тупунгатито может быть источником позднеплейстоценовых риолитовых отложений вокруг города Мендоса и плейстоценовой тефры, покрывающей ледниковые отложения в долине Рио-Мендоса.
В голоцене образовались короткие потоки лавы длиной в среднем 7 километров, вокруг вулкана отложились пирокластические материалы. Некоторые потоки были покрыты наносами. Снижение ледяного покрова в голоцене и увеличение расстояния между ледниками и вулканическими жерлами могло быть причиной такого изменения.
Записи об активности Тупунгатито восходят к 1646 году, хотя данные об извержениях малоизвестны из-за его недоступного местоположения. С 1829 и 1987 годы произошло более 19 извержений, поэтому вулкан является одним из самых активных вулканов Южной вулканической зоны. Исторические извержения произошли в кратерах к северу от кальдеры, извергалось всего восемь кратеров. Интенсивность извержений по шкале вулканической активности не превышала 2. Многие извержения, по-видимому, связаны с тектоническими событиями в Центральном Чили.
Извержения в Тупунгатито часто откладывали вулканический пепел в Мендосе. В 1958-1961 годах вулкан произвел 2-километровый поток лавы в Чили и осадки из пепла в 130 км от Сан-Мартина (Аргентина). Есть также свидетельства воздействия этого извержения на ионосферу. Извержения 1961 и 1964 годов образовали по одному кратеру, причем кратер 1964 года располагался прямо к югу от кратера 1961 года. Третий кратер стал центром трех последних извержений в 1980, 1986 и 1987 годах. Извержение 1986 года образовало тонкий слой пепла над ледниками в этом районе. Последнее извержение зафиксировано в 1987 году. С 2012 года вулкан находится под наблюдением Южной вулканологической обсерватории Анд.